# Dysoxylum oppositifolium
Dysoxylum oppositifolium är en tvåhjärtbladig växtart som beskrevs av Ferdinand von Mueller. Dysoxylum oppositifolium ingår i släktet Dysoxylum och familjen Meliaceae. Inga underarter finns listade i Catalogue of Life.